# 丘宏達
丘宏達（1936年3月23日—2011年4月12日），福建海澄人，生於上海，臺灣旅美學者、國際法學權威。哈佛大學法學博士。曾任教國立台灣大學、國立政治大學、美國馬里蘭大學等校，也是馬里蘭大學終身榮譽教授。曾任中華民國國際法學會理事長，1998年至2000年獲選擔任世界國際法學會會長。並曾任中華民國行政院政务委员與外交部無任所大使。

## 簡歷
丘宏達於1958年自國立台灣大學法律系畢業；1962年獲美國長島大學政治學碩士、哈佛大學法學碩士；1965年，獲哈佛大學法學博士 (S.J.D.)。曾任哈佛大學法學院研究員；1967年任国立台湾大学副教授；1970年任國立政治大學教授，在校期間推動出版國內第一本法學院刊物《政大法學評論》。1974年應聘擔任美國马里兰大学法学院教授，後為東亞法律研究計畫主任、榮譽教授，亦曾任該院《現代亞洲研究專刊》主編。
1971年獲選為「中华民国十大傑出青年」，同年擔任改革派雜誌《大學》名譽社長。旅美後仍長期對國政發表建言，受到總統蔣經國與行政院長孫運璿的重視，多次應邀返台參與國家建設會議，是在台灣公開撰文主張解除戒嚴的學者之一，參與革新保台，對促進台灣民主化有所貢獻。
丘宏達的台大同學陳隆志後來也成為國際知名的國際法學者，兩人均曾為法政學者彭明敏的學生。主張台灣獨立的陳隆志在紐約法學院(New York Law School)栽培後進，兩人的著述都影響了當代與後輩談法論政的思維基礎。
丘先生晚年健康欠佳，曾動過心臟支架手術。其妻謝元元曾供职于美國聯邦食品藥物监督管理局（FDA），是當時局內職位最高的華人，後來為照料夫婿而退休。前副總統呂秀蓮、前國安會祕書長蘇起、前行政院新聞局局長李大維、外交部政務次長沈呂巡等人赴美時都曾前往探望丘教授。第一夫人周美青於2010年1月率領雲門舞集訪問華府時，也曾抽空專程前往馬里蘭州，代表时任总统马英九拜候恩師。
2011年4月，在華盛頓去世。

## 家族
其父丘漢平為東吳大學法科學士、美國喬治華盛頓大學法學博士，律師、法律學者，於中華民國行憲後擔任立法委員，1951年任東吳大學正式在台復校之前身東吳補習學校校長。
其长兄丘宏仁，成功中學高三曾涉入「四六事件」入獄被關，就讀台大一年級遭以「內亂罪」逮捕，於審理期間為其擔保免予羈押的姨母劉楊忽然到庭「聲稱作保後過於麻煩，要求退保」，法官裁定還押時丘宏仁從窗戶躍下，當場重傷，送醫不治。其家屬認為此為政治力介入下導致的悲劇。
其兄丘宏义為美國國家航空暨太空總署天文物理學家，丘宏義（Dr. Hong-Yee Chiu）自美國聯邦政府退休後與外甥女薛麗珍（漢世紀公司）於2011年創辦EHGBooks網路出版社。

## 參與保釣運動
丘宏達是保釣運動的早期參與者之一，他於1971年開始在台灣大學雜誌撰寫文章，向台灣學界介紹保釣運動。
据中華民國總統馬英九回憶，1971年4月，台大學生正發起保衛中華民國領土釣魚台列嶼(行政隸屬台灣宜蘭縣頭城鎮，郵遞區號為290)的運動，台大研究生學會辦了一場研討會請丘宏達講述釣魚台問題，時就讀法律系三年級的馬英九聽完後深感震撼。丘宏達不僅對釣魚台列嶼的歷史、地理、地質與國際法等各層面一清二楚，且再三叮嚀要爭取中華民國主權必須做學問，要能拿出具體的歷史、地理各方面證據。丘宏達的名言「要爭取主權，得先做學問」對於當時從事學生運動的人來說，是一記當頭棒喝，讓他知道，不能只會喊口號、遊行，而是要學會研究問題。丘宏達並強調依據「開羅宣言」原文shall be restored to the Republic of China, 釣魚台列嶼當然是屬於中華民國臺灣的領土。

## 捍衛中華民國駐美國大使館館產
中華民國政府得以保有在華盛頓哥倫比亞特區的大使館館產「雙橡園」（Twin Oaks），丘宏達居功至偉。
美國卡特政府於1978年12月15日宣布於次年元旦和中華民國斷交後，中共對雙橡園虎視眈眈。中華民國政府乃於斷交前將在華府的大使館與大使官邸賣給「自由中國之友協會」。
在當時美國國務院立場不友善的情況下，丘宏達引經據典，包括英、美重要判決，撰寫說帖，並透過昔日哈佛同窗伊麗莎白·杜爾（後任交通部長、勞工部長、與聯邦參議院議員），成功促請其夫重量級參議員杜爾（Bob Dole）在參議院據理力爭，後來1979年4月台灣關係法（Taiwan Relations Act, Public Law 96-8）納入相關條款，第4條第2款第3項規定「臺灣在美國的相關財產與各種主張不受影響」[美國對臺灣缺乏外交關係或承認，並不消除、剝奪、修改、拒絕或影響以前或此後臺灣依據美國法律所獲得的任何權利及義務（包括因契約、債務關係及財產權益而發生的權利及義務）。為了各項法律目的，包括在美國法院的訴訟在內，美國承認「中華人民共和國」之舉，不應影響臺灣統治當局在1978年12月31日之前取得或特有的有體財產或無體財產的所有權，或其他權利和利益，也不影響臺灣當局在該日之後所取得的財產]。這在當時被學界稱為「雙橡園條款」，很大一部分是丘宏達努力的成果，使中華民國台灣得以保留此在美深具歷史意義的外交產業。幾年後，再由時任中華民國駐美國代表的錢復大使於任內購回，再度讓雙橡園成為中華民國在華府的重要外交據點。但经过此一事，“中华民国”损失资产两百万美元（因当时以二十美元价格售与美国民间组织，后以两百万美元价格购回）。
2009年7月，中華民國駐美國代表袁健生大使代表馬英九總統，在雙橡園頒贈「一等景星勳章」給丘宏達，以表彰他對國家的貢獻。在雙橡園贈勳給丘宏達，意義自是格外重大。贈勳儀式中，馬總統還特別從台北打電話到現場，向丘教授致賀。

## 政府與準官方等經歷
丘宏達曾任國是會議籌備委員會委員〈民國79年〉、國家統一委員會研究委員〈79年〉、行政院政务委员〈82~3年〉、海峽交流基金會董事、國統會委員〈84~89年〉、外交部無任所大使〈87~89年〉、蔣經國國際學術交流基金會董事等職務。

## 國際法學經歷與著作
丘宏達在國際法學界享有崇高地位，民國82年至88年則擔任中華民國國際法學會理事長，並曾以其在國際公法和國際海域主權問題之貢獻於1998年獲推薦為中央研究院院士候選人。1998－2000獲選擔任國際法學會世界總會〈International Law Association, ILA〉會長，成功爭取國際法學會於成立125週年之際的1998年年會於台北市召開，和小田滋等多位國際法院法官及國際海洋法法庭法官及與會各國學者專家一起晉見中華民國總統李登輝，並接受李總統、行政院長蕭萬長、外交部長胡志強、和新聞局長程建人等政府首長設宴款待。任滿後獲推選為該會常任/終身副會長。他一生提倡學生應該多研讀與自己國家相關的國際法案例。
丘先生主編中、英文版《中國國際法與國際事務年報》達30年，於1981年起擔任改版後之Chinese (Taiwan) Yearbook of International Law and Affairs年刊總編輯；民國76年起任《中國國際法與國際事務年報》總編輯。丘宏達所編寫的書刊，美國國會圖書館、國務院圖書館、世界各大學的法學院等均有收藏。
丘宏達著作等身，著有《條約新論》〈1959年〉、《中國國際法問題論集：兼論最近國際法問題》〈1972年〉、《關於中國領土的國際法問題論集》〈1975年〉、《中美關係問題論集》〈1979年〉、The Future of Hong Kong〈1987，與Y. C. Jao、吳元黎合著〉、The Draft Basic Law of Hong Kong: Analysis and Documents〈1988〉、International Law of the Sea: Cases, Documents and Readings〈1991，與Gary Knight合著〉、《釣魚臺列嶼主權爭執問題及其解決方法的研究》〈1991〉、《聯合國研究》〈1994年〉、《現代國際法》〈1995年〉；另編有《丘漢平先生法律思想和憲法問題論集》〈1973年，與丘宏義合編〉、《中共談判策略研究》〈1987年，與任孝琦合編〉、《現代國際法參考文件》〈1996年，與陳純一合編〉、《國際法學會第六十八屆大會報告》〈2000年〉等。
此外，丘宏達教授六秩晉五華誕祝壽論文集編輯委員會編有《國際法論集：丘宏達教授六秩晉五華誕祝壽論文集》〈2001年〉。
丘宏達的藏書甚豐，晚年陸續捐贈國立政治大學等校與外交部外交領事人員講習所。

## 反對中共一黨獨裁
丘宏達始終強烈反對中國共產黨的專制極權體制，多次公開撰文批判，並力主自由、民主、法治與政治改革。1990年代後期，香港《爭鳴》雜誌揭露中國大陸的陰暗面、批判中共的一黨專政，丘宏達便出任「爭鳴海外學人顧問委員會」召集人，以示支持。

### 抨擊中共六四事件
1989年6月发生的六四事件令丘宏達震驚，并更深一層地認識中共的殘暴與恐怖統治，乃於遠見雜誌發表「大屠殺的代價」，指「中共悍然不顧國內外輿論與文明國家的最低水準，派軍攻擊、屠殺在天安門廣場上以學生與知識分子為主的示威人民。以暴力鎮壓為基礎的政權將付出重大代價，其權力基礎會嚴重動搖。中共多年來的宣傳可說是完全破產，國內外形象壞到極點。統戰花招已不攻自破。任何參與此次血腥屠殺的中共官員及軍警，其姓名不可能保密，不久就會成為眾人唾棄的對象，親友也蒙羞，最後必然遭遇天下雖大卻無容身之地的悲慘下場！」

### 聲援法輪功人權
丘宏達說「中共历史上一路殺過來。比如法轮功案就是最不公平的事情，已經有了，他才制定法律宣佈非法，沒有道理的，人權宣言都說不能溯及過往。」他還寫了篇「法轮功控江澤民案的分析」表示：「美國法轮功人士向伊利諾州北區聯邦地方法院（U.S. Federal District Court in Northern Illinois）控告江澤民迫害，主要根據是美國的外國人侵權行為法（Alien Tort Statute），其中規定聯邦地方法院對外國人違反國際法或美國所締結的條約有初步管轄權。美國國會又在1991年通過酷刑被害人保護法（Torture Victim Protection Act），加強對聯合國條約的執行。1989年5月20日中共前總理李鵬發布戒嚴令，導致軍隊鎮壓學生的天安門大屠殺，而後李鵬來美，逃亡到美的受害學生們向紐約聯邦地方法院提出控訴，但因李鵬有美方人員保護，未能將控案複本及傳票交給李鵬。目前中共與美國均是《禁止酷刑和其它不人道或有辱人格待遇公約或處罰公約》的條約國。但是外國元首有豁免權，所以江澤民可以請美國律師出庭說明此點，而美國國務院也會以法院的顧問（amicus curiae）身分提出意見。但江澤民任滿後，對任內所行之事沒有豁免權，法轮功信眾遍布世界各地，隨時可再對江興訟。北京當局應取消對法轮功活動的限制，還給人民信仰及集會的自由。」

### 從趙紫陽案談中共
2005年，丘宏達接受大紀元時報訪問就前中共中央總書記趙紫陽遭軟禁至死表示「他莫名其妙地被關押，而且沒有經過判刑，這說明共產黨的制度很有問題。中共這種作法是不合法的，有罪的話應該公開審判，怎麼能莫名其妙地把人關在那裡關到死呢？溫家寶後來也和趙紫陽劃清界限了。中共不敢給趙紫陽開追悼會，開的話就會像胡耀邦去世時一樣，鬧出民眾運動。」他認為「六四應該被平反，這樣的事情在別的國家是一定要查的。共產黨就是古今中外最大的暴政。」
被問到這樣一個暴政為什麼能維持這麼多年？他說「就是因為凶嘛！詭計多、利用謊言、給幹部好處。反對的就被抓起來，或者拿錢收買。現在表面上繁榮，但是貪污腐敗一大堆。」「大陸的法官不是終身制，不聽話的話，就不可能繼續連任。所有的東西，包括法律，都是由黨來操作。法院裡最重要的審判委員會由黨委書記操縱，共產黨獨攬一切。」對於中共繼續施行高壓政策，丘宏達強調「國際上的呼籲對中共有用！中共害怕國際上的制裁，要不是國際上的壓力，更多的人都會被殺了，比如魏京生。」

## 讚譽評價
丘宏達求學任教旅美約50年始終僅持中華民國護照，其人品、學問、風骨俱受人稱道。他對中華民國台灣的民主化與外交務實化也有不少貢獻。
丘宏達病逝後，總統馬英九與外交部長楊進添均致發電報向其家屬表達慰問。由於中共之惡意阻撓，馬總統無法在丘教授生前赴美探望、亦無法於其過世後親自重返馬里蘭州丘家致意，只能特頒華總二榮字第10010028470號褒揚令，肯定丘宏達的治學成就及為國家所作的貢獻， 並指派總統府資政與中華民國駐美代表參加追思會。馬總統推崇丘宏達「對中華民國的熱愛，運用深厚知識，在風雨飄搖的年代幫助國家在許多重大議題站穩腳步、據理力爭、捍衛權利，他的學問研究對國家有重大貢獻，是學人報國、知識報國的典範。」楊部長則表示，丘宏達在台美關係、國際法學領域做出非常大的貢獻。
丘宏達在美國培育不少法學人才，不僅促進台美學術交流，在外交上也成為美國學界支持中華民國的一股重要力量。沈呂巡形容，那時美國國會召開任何有關台灣的公聽會，「如果沒有丘宏達或他所推薦的人出席，不會被認為是公正平衡的公聽會（it would not be considered a balanced hearing）」。

## 外部連結
- 台灣關係法 中文、英文（页面存档备份，存于）